# Лютые Болоты
Лютые Болоты — деревня в Порховском районе Псковской области. Входит в состав сельского поселения «Славковская волость».
Расположена на юге района, в 50 км к юго-западу от города Порхов.

## Население
Численность населения деревни на 2000 год составляла 225 жителей.

## История
До 2005 года деревня входила в состав ныне упразднённой Гальчихинской волости в качестве её административного центра, до 2010 года  —  в состав упразднённой Митрофановской волости.